# Cooperación en materia penal
Son tres los niveles que la doctrina internacional reconoce a la cooperación en materia penal: 
- La asistencia judicial en materia penal.
- La extradición.
- La transferencia de condenados.

También es importante resaltar que los dos primeros niveles de cooperación citados tienen una incidencia directa en la investigación, juzgamiento y sanción del delito, pero la transferencia de condenados, en particular, también denominada ejecución de sentencias penales, no sólo implica que el tribunal de un país reconoce y aplica en su propio ordenamiento jurídico la sentencia de otro Estado, sino que persigue la rehabilitación social de la persona que ha delinquido, aspecto muy importante dentro del Derecho penal, se lleve a cabo en óptimas condiciones, lo que implica que la persona pueda terminar de cumplir la condena en su país de origen.
Esta cooperación también permite rescatar a aquellos inmigrantes legales o ilegales que, de una u otra manera, hayan contravenido las leyes locales y se hayan visto expuestos a recibir una sentencia penal.
La nueva práctica jurídica internacional no sólo promueve que el tribunal de un país reconozca la sentencia penal emitida por el ordenamiento jurídico de otro Estado, sino que permite el traslado de un reo sentenciado a cumplir condena en su país de origen, facilitando así, en la medida de lo posible, su rehabilitación social. en materia militar
Véase también:
- Derecho

- Datos: Q5786266